# Герасимов, Александр Петрович (хоккеист)
Алекса́ндр Петро́вич Гера́симов (19 марта 1959, Пенза — 21 мая 2020, Москва) — советский хоккеист, заслуженный мастер спорта СССР (1984).

## Биография
Воспитанник Пензенской областной специализированной детско-юношеской школы Олимпийского резерва по хоккею с шайбой, начинал тренироваться у своего отца Петра Н. Герасимова. В других источниках в качестве первого тренера указывается заслуженный тренер РСФСР Василий Иванович Ядренцев.
Игрок «Дизелиста» (Пенза, 1976—1980) и ЦСКА (Москва, 1980—1988). За первую сборную СССР выступал в 1982—1986 годах, итого сыграв в её составе 42 матча и забросив в них 21 шайбу.
- Бронзовый призёр чемпионата Европы среди юниоров 1977 года (6 игр, 5 шайб, 4 передачи, 9 очков)[6].
- Чемпион мира среди молодёжи 1978 (7 игр, 2 шайбы, 6 передач, 8 очков)[7] и 1979 (5 игр, 2 шайбы, 6 передач, 8 очков)[8] годов.
- Олимпийский чемпион 1984 года (7 игр, 2 шайбы).
- 7-кратный чемпион СССР (1981-87). В чемпионатах СССР провёл 232 матча, забросил 73 шайбы.
- Награждён медалью «За трудовую доблесть» (1984).

В 1986 году окончил факультет физической культуры Пензенского государственного педагогического института имени В. Г. Белинского. По окончании игровой карьеры работал тренером и начальником
хоккейной СДЮШОР ЦСКА, в частности тренировал Алексея Крутова.
Скончался 21 мая 2020 года, похоронен на Алабушевском кладбище.